# 托尔托拉岛

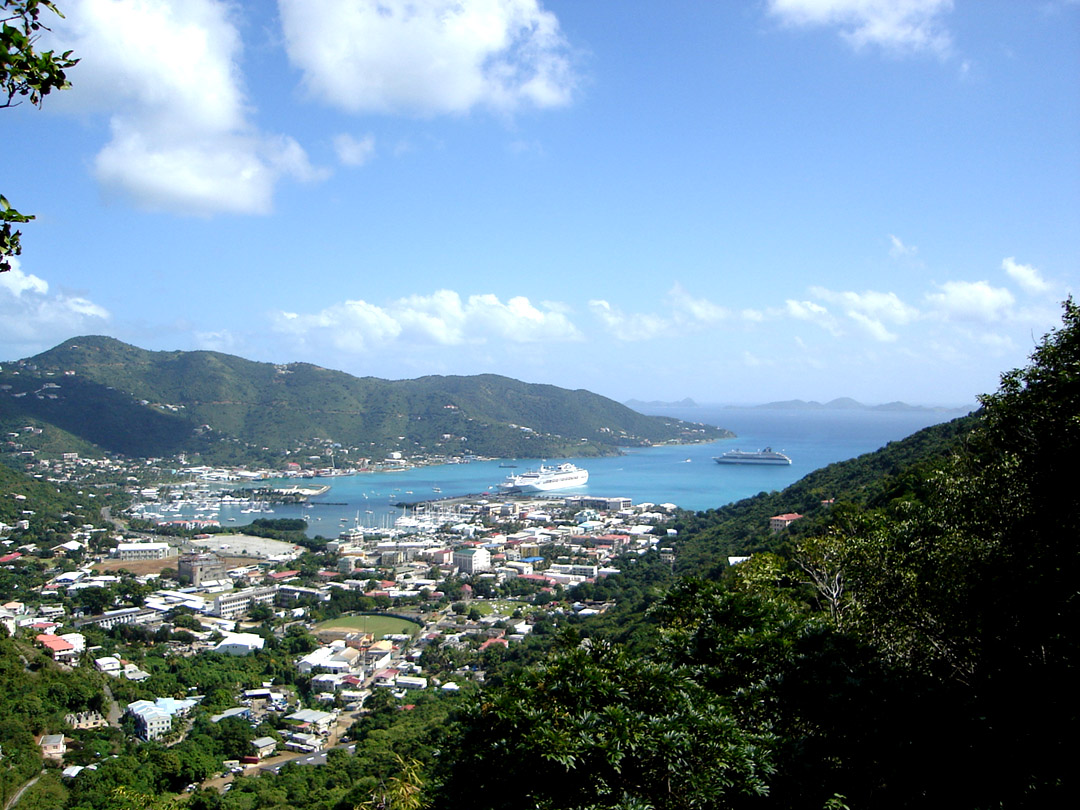
罗德城

托尔托拉岛为英属维尔京群岛面积最大、人口最多的岛屿。该岛总面积55.7平方公里(21.5 sq mi)，长约19 公里，宽约5公里。该岛总人口23,908。英属维尔京群岛首府罗德城位于该岛。该岛为火山岛。该岛的沙滩颇为知名。